# عمر گلنتی
عمر گلنتی (به انگلیسی: Omar Galanti) (زاده ۱۹ سپتامبر۱۹۷۳ در ورسلی، ایتالیا) نام بازیگر فیلم‌های پورنو است.

## زندگی‌نامه
گلنتی کار خود را در سال ۲۰۰۴ آغاز کرد و تاکنون بیش از ۵۰۰ فیلم نقش ایفا کرده‌است. او قهرمان مسابقات موتور پرشی در ایتالیاست و از شاگردان استاد روکو سیفردی می‌باشد.